# Рене (герцог Алансона)
Рене Алансонский (фр. Rene d’Alençon; ок. 1454 — 1 ноября 1492) — герцог Алансона и граф Перша с 1478 из династии Валуа, сын герцога Жана II Алансонского и Марии д’Арманьяк, дочери Жана IV д’Арманьяка.

## Биография
Рене родился около 1454 года.
В 1467 году его отец, герцог Жан II, восстал против Людовика XI. Рене в это время защищал Алансон, но после восстания горожан сдал город королю.
В 1474 Жан II был осужден и приговорен к тюремному заключению, а его владения, герцогство Алансон и графство Перш, были конфискованы. И только в 1478 Рене были возвращены наследственные владения.
Позже Рене, который отличался крайней расточительностью и распущенностью, наделал долгов и попал в опалу. В итоге по приказу короля Людовика XI в 1481 году он был арестован и заключен в замок Шинон. Только после смерти Людовика XI в 1483 году Рене получил свободу.
Позже он участвовал в так называемой безумной войне — восстании знати против Анны де Божё, регентши при несовершеннолетнем короле Карле VIII, в 1485—1488 годах, но получил помилование от короля.
Рене умер 1 ноября 1492 года. Ему наследовал единственный сын Карл IV.

## Семья и дети
1-я жена: Маргарита д’Аркур (ум. до мая 1488), дочь Гильома де Аркур, графа де Танкарвиль, и Иоланды де Лаваль. Детей от этого брака не было.
2-я жена: с 14 мая 1488 (контракт) Маргарита Лотарингская (1463 — 1/2 ноября 1521), дочь Ферри II Лотарингского, графа де Водемон, и Иоланты Анжуйской. Дети:
- Карл IV (2 сентября 1489 — 11 апреля 1525), герцог Алансона и граф Перша с 1492, граф Арманьяка и Фрезенсака и виконт Родеза с 1497
- Франсуаза (ок. 1490 — 14 сентября 1550), герцогиня де Бомон и дю Мэн с 1543; 1-й муж: с 6 апреля 1505 (контракт) Франсуа II (ум. 1512), герцог де Лонгвиль; 2-й муж: с 18 мая 1513 (контракт) Карл IV де Бурбон (2 июня 1489 — 25 марта 1537), герцог Вандома
- Анна (30 октября 1492 — 12 октября 1562), дама де Ла Герш, регент Монферрато в 1518—1530; муж: с 31 августа 1508 Гильом XI Джованни (10 августа 1486 — 4 октября 1518), маркиз Монферрато

У Рене Алансонского были также незаконнорождённые дети:
- Карл, бастард Алансонский (ум. 1545), сеньор де Кани и де Каньель
- Карл, бастард Алансонский (ум. 1524), барон де Кани
- Маргарита; 1-й муж: с 15 июля 1485 (контракт) Жак де Буагийон, сеньор де Ла Ронсей; 2-й муж: Анри де Бурнель,
- Жаклин; муж: Жиль дез Орме (ум. 1506), сеньор де Сен-Жермен и де Жоденвиль